# Matt Macey
Matthew Ryan Macey (* 9. September 1994 in Bath) ist ein englischer Fußballtorwart, der seit 2022 bei Luton Town unter Vertrag steht.

## Karriere
Macey begann seine Karriere bei den Bristol Rovers. 2013 wechselte er zum FC Arsenal. Im Januar 2015 wurde er für einen Monat an den Viertligisten Accrington Stanley verliehen, bei dem er sein Profidebüt gab. Nach seiner Rückkehr zu Arsenal wurde er dritter Torhüter. Von Januar bis April 2017 wurde er vom englischen Viertligisten Luton Town ausgeliehen. In der Saison 2018/19 folgte eine Leihe zu Plymouth Argyle.
Anfang Januar 2021 wechselte Macey zum schottischen Erstligisten Hibernian Edinburgh, bei dem er einen Vertrag bis zum Ende der Saison 2020/21 unterschrieb. Im Mai 2021 verlängerte er seinen Vertrag vorzeitig bis 2023. Im Juni 2022 wechselte er für eine  Ablösesumme zurück nach England zu Luton Town.